# Linaria striatella
Linaria striatella är en grobladsväxtart som beskrevs av Kuprian.. Linaria striatella ingår i släktet sporrar, och familjen grobladsväxter. Inga underarter finns listade i Catalogue of Life.